# Shaibu Amodu
Shaibu Amodu (Edo State, 18 de abril de 1958 — Benin City, 11 de junho de 2016) foi um futebolista e treinador de futebol nigeriano.

## Carreira de jogador
Amodu, que na época de jogador era atacante, não teve uma carreira muito expressiva, tendo jogado por Dumez e Niger Tornadoes, deixando os gramados em 1982, com apenas 23 anos de idade. [carece de fontes?]

## Carreira como treinador
Encerrada a carreira de jogador, Amodu estreou como técnico no BCC Lions, onde permaneceu entre 1989 e 1991. Treinou ainda El-Kanemi Warriors, Shooting Stars e Orlando Pirates, porém seu trabalho mais famoso foi na Seleção Nigeriana, comandada por ele em cinco oportunidades: 1994-95, 1998-99, 2001-02, 2008-10, em 2014, quando foi escolhido para treinar a seleção em caráter interino, no lugar de Stephen Keshi), paralelamente à função de diretor-técnico da Federação Nigeriana, cargo que ocupava desde maio de 2013. Com a saída definitiva de Keshi do comando técnico, Amodu voltaria a comandar as Super Águias interinamente em julho de 2015, permanecendo até a contratação do ex-volante Sunday Oliseh.

## Falecimento
Morreu em 11 de junho de 2016, aos 58 anos, vitimado por um ataque cardíaco. Amodu faleceu três dias depois do amigo Stephen Keshi.